# ももかコミカライズド
『ももかコミカライズド』は、風華チルヲによる日本の漫画作品。

## 登場人物
姫咲ももか（ひめさきももか）
主人公。16歳の高校生。姫野ももみのペンネームで漫画家として活動している。
五十嵐臣（いがらししん）
ももかが好意を寄せる人物。萌えに偏見がある。
吉宗あつ子（よしむねあつこ）
漫画雑誌「ガーネット」の編集者。28歳。
片桐遊吾（かたぎりゆうご）
ももかの同級生。
高砂慶子（たかさごけいこ）
ももかの同級生。
天草アリス（あまくさアリス）

舜介（しゅんすけ）

## 単行本
- 風華チルヲ 『ももかコミカライズド』 双葉社〈コミックハイ!〉、全3巻
  1. 2010年12月11日発行、ISBN 978-4-575-83849-7
  2. 2011年7月12日発行、ISBN 978-4-575-83928-9
  3. 2012年2月10日発行、ISBN 978-4-575-84030-8